# Manuel Matoses
Manuel Matoses (València, 1844-Madrid, 1901), que va usar el pseudònim Andrés Corzuelo, va ser un periodista i dramaturg espanyol.

## Biografia
Nascut en València en 1844, va ser redactor o col·laborador de publicacions periòdiques com Gil Blas, La República Ibérica, El Mundo Cómico, La Libertad, El Perro Grande, El Globo (1879-1893), Blanco y Negro, El Resumen, Madrid Cómico, La Ilustración Española y Americana o Gente Vieja, entre d'altres. A més del pseudònim «Andrés Corzuelo», va usar també els de «Leal» i «Ambrosio Lamela». Com a dramaturg va estrenar obres en teatres com el Variedades.
Entre les seves obres dramàtiques es van trobar títols com Sin cocinera (1874), A primera sangre (1875), Una prueba (1875), Ni tanto ni tan calvo (1875), El número 107 (1876), Sin dolor (1876), A diez reales con dos sopas (1876), El frac nuevo (1876), Los gorrones (1882) o La fierecilla domada (traducció de Shakespeare). Fou també autor de Zaragata, fragmentos de la historia de un infeliz (1873), Del montón: retratos de sujetos que se ven en todas partes (1887), prologat per Clarín i amb dibuixos d'Eduardo Sáenz Hermúa «Mecachis», Loza ordinaria, apuntes de la vida cursi (1888), Danza de monos (1892) i Aleluyas finas (1895). Va morir a Madrid el 29 de març de 1901.